# Misumenops cruentatus
Misumenops cruentatus är en spindelart som först beskrevs av Charles Athanase Walckenaer 1837.  Misumenops cruentatus ingår i släktet Misumenops och familjen krabbspindlar. Inga underarter finns listade i Catalogue of Life.